# Giải bóng đá vô địch quốc gia Áo 2024–25
Giải bóng đá vô địch quốc gia Áo 2024–25, còn được gọi là Admiral Bundesliga vì lý do tài trợ, là mùa giải thứ 113 của giải bóng đá hàng đầu tại Áo. Mùa giải bắt đầu vào ngày 2 tháng 8 năm 2024 và kết thúc vào ngày 25 tháng 5 năm 2025.
Sturm Graz là đương kim vô địch, và đã bảo vệ thành công chức vô địch của mình.

## Các đội bóng

### Vị trí
SC Austria Lustenau đã xuống hạng Giải bóng đá hạng nhất quốc gia Áo 2024–25 sau khi xếp ở vị trí cuối cùng ở Vòng xuống hạng 2023–24, chấm dứt hai năm trụ hạng của họ. Grazer AK đã được thăng hạng với tư cách là nhà vô địch Giải bóng đá hạng nhất Áo 2023–24, chấm dứt mười bảy năm vắng bóng khỏi giải đấu hàng đầu.

### Sân vận động
| Đội                | Địa điểm        | Sân vận động                  | Sức chứa |
| ------------------ | --------------- | ----------------------------- | -------- |
| Austria Klagenfurt | Klagenfurt      | Sân vận động Wörthersee       | 29.863   |
| Austria Wien       | Viên            | Generali Arena                | 17.656   |
| Blau-Weiß Linz     | Linz            | Sân vận động Hofmann Personal | 5.595    |
| Grazer AK          | Graz            | Merkur-Arena                  | 16.364   |
| LASK               | Linz            | Raiffeisen Arena              | 19.080   |
| SK Rapid           | Viên            | Allianz                       | 28.600   |
| Red Bull Salzburg  | Wals-Siezenheim | Red Bull Arena                | 30.188   |
| Rheindorf Altach   | Altach          | Sân vận động Schnabelholz     | 8.500    |
| Sturm Graz         | Graz            | Merkur-Arena                  | 16.364   |
| TSV Hartberg       | Hartberg        | Profertil Arena Hartberg      | 4.635    |
| Wolfsberger AC     | Wolfsberg       | Lavanttal-Arena               | 7.300    |
| WSG Tirol          | Innsbruck       | Sân vận động Tirol            | 16.008   |

### Nhân sự và tài trợ
| Đội            | Huấn luyện viên trưởng     | Đội trưởng          | Nhà sản xuất trang phục | Nhà tài trợ áo đấu           | Nhà tài trợ áo đấu |
| Đội            | Huấn luyện viên trưởng     | Đội trưởng          | Nhà sản xuất trang phục | Chính                        | Khác |
| -------------- | -------------------------- | ------------------- | ----------------------- | ---------------------------- | --- |
| SK Austria     | Peter Pacult               | Thorsten Mahrer     | Capelli Sport           | không                        | Danh sách - - Trước: Kärnten Sport, Stadtwerke Klagenfurt, Vivamayr, Kelag, Erlebnis Sportpark Klagenfurt - Sau: Stadtwerke Klagenfurt - Tay áo: Hirter, Autohaus Sintschnig, Nissan - Quần: Klagenfurt, REISSWOLF, Kleine Zeitung - Tất: không - Thay thế: không |
| Austria Wien   | Stephan Helm               | Manfred Fischer     | Macron                  | Frankstahl (H)/Steelcoin (A) | Danh sách - - Trước: Wien Holding - Sau: Wien Holding - Tay áo: MTEL Austria, Wien Holding - Quần: Schuller Eh'klar, Wien Holding, Marsbet - Tất: Wien Holding - Thay thế: Steelcoin |
| Blau-Weiß Linz | Gerald Scheiblehner        | Fabio Strauss       | Uhlsport                | Linz AG                      | Danh sách - - Trước: Linz, Linz AG - Sau: Linz Airport - Tay áo: Personal Hofmann, Oberösterreichische Nachrichten, Linz AG - Quần: Gasteiner Mineral Water, Autohaus Leeb in Wels - Tất: Liwest - Thay thế: không |
| Grazer AK      | Ferdinand Feldhofer        | Marco Perchtold     | Macron                  | Mapei                        | Danh sách - - Trước: Energie Steiermark, Grawe, Köck KFZ-Technik Meisterbetrieb - Sau: Salanettis, Grapos Headquarter - Tay áo: bm-romar, Ziesler GmbH - Quần: tim Austria, Kleine Zeitung, Energie Steiermark - Tất: Energie Graz - Thay thế: Energie Steiermark |
| LASK           | Markus Schopp              | Robert Zulj         | Adidas                  | Backaldrin Kornspitz         | Danh sách - - Trước: BWT, Oberösterreich, BWT Change the world - Sip by sip - Sau: Energie AG, Zipfer - Tay áo: Raiffeisenlandesbank Oberösterreich, Aspöck - Quần: Franz Oberndorfer GmbH, HYPO Oberösterreich, BWT, Nerobet - Tất: Molto Luce - Thay thế: HYPO Oberösterreich |
| Rapid Wien     | Stefan Kulovits (tạm thời) | Matthias Seidl      | Puma                    | Wien Energie                 | Danh sách - - Trước: không - Sau: spusu, Allianz - Tay áo: Raiffeisenlandesbank Oberösterreich - Quần: Allianz, Wiener Zucker - Tất: easystaff - Thay thế: foodaffairs |
| RB Salzburg    | Thomas Letsch              | Janis Blaswich      | Puma                    | Red Bull                     | Danh sách - - Trước: không - Sau: Red Bull - Tay áo: Rauch - Quần: không - Tất: không - Thay thế: Rauch |
| Altach         | Fabio Ingolitsch           | Jan Zwischenbrugger | Jako                    | Cashpoint                    | Danh sách - - Trước: Gunz Warenhandels - Sau: Markus Stolz GmbH, Waibel Workwear - Tay áo: Pfanner - Quần: Vorarlberger Kraftwerke, Grand Casino Liechtenstein - Tất: Vorarlberger Nachrichten - Thay thế: Gebrüder Weiss |
| Sturm Graz     | Jürgen Säumel              | Stefan Hierländer   | Nike                    | Puntigamer                   | Danh sách - - Trước: Grawe, Puntigamer - Sau: Puntigamer, Grapos Headquarter - Tay áo: Steirisches Kürbiskernöl - Quần: tim Austria (H)/Graz (A), Kleine Zeitung, Energie Steiermark - Tất: Sieme Weingüter - Thay thế: Energie Steiermark |
| Hartberg       | Manfred Schmid             | Jürgen Heil         | Adidas                  | Eggerglas                    | Danh sách - - Trước: ADMIRAL Sportwetten, PROFERTIL Sperm Booster, Kühlanlagen Postl, PROMACULA, Faustmann Möbel, KAPO Fenster und Türen, 11teamsports, Alois Schweighofer GmbH, Steiermark, Hartberg - Sau: Hochegger Dächer, MOLIN Industrie, KE KELIT - Tay áo: Objekttischlerei Gleichweit, Menopearl - Quần: Boxxenstop, Energie Hartberg, MM Kanal-Rohr-Sanierung, Energie Steiermark - Tất: Kühlanlagen Postl - Thay thế: không |
| Wolfsberger    | Dietmar Kühbauer           | Dominik Baumgartner | Adidas                  | RZ Ökostrom                  | Danh sách - - Trước: Robitsch Obst und Gemüse, Kärnten Sport, 11teamsports, Radio Kärnten, velox.at, Kelag - Sau: Salanettis - Tay áo: Velox Bau-Systeme, ADMIRAL - Quần: Eskimo Eiszeit Kärnten, HERWA Multiclean Gebäudereinigung, Beschriftung Grafik Druck, Gigasport, Kleine Zeitung - Tất: BMW Gönitzer - Thay thế: SBH Rohstoffhandels                                                                                          |
| WSG Tirol      | Philipp Semlic             | Valentino Müller    | Puma                    | CATL                         | Danh sách - - Trước: Tiroler Tageszeitung, Tiroler Versicherung, Herz für den Tiroler Fussball - Sau: Tirol - Tay áo: Tiroler Tageszeitung, Tiroler Wasserkraft, 11teamsports - Quần: Fröschl Bau - Tất: Volksbank Tirol, Union Investment - Thay thế: Tiroler Versicherung |

### Thay đổi huấn luyện viên
| Đội               | HLV ra đi                       | Lý do                | Ngày ra đi | Vị trí trên BXH | HLV đến                      | Ngày ký    | Tk.         |
| ----------------- | ------------------------------- | -------------------- | ---------- | --------------- | ---------------------------- | ---------- | ----------- |
| RB Salzburg       | Onur Çinel (tạm thời)           | Hết quản lý tạm thời | 30/6/2024  | Trước mùa giải  | Pepijn Lijnders              | 1/7/2024   | [ 2 ]       |
| Wolfsberger       | Manfred Schmid                  | Sa thải              | 30/6/2024  | Trước mùa giải  | Dietmar Kühbauer             | 1/7/2024   | [ 3 ] [ 4 ] |
| WSG Tirol         | Thomas Silberberger             | Ký bởi Admira Wacker | 30/6/2024  | Trước mùa giải  | Philipp Semlic               | 1/7/2024   | [ 5 ]       |
| Austria Wien      | Christian Wegleitner (tạm thời) | Hết quản lý tạm thời | 30/6/2024  | Trước mùa giải  | Stephan Helm                 | 1/7/2024   | [ 6 ]       |
| LASK              | Thomas Darasz                   | Sa thải              | 3/9/2024   | thứ 11          | Markus Schopp                | 3/9/2024   | [ 7 ]       |
| TSV Hartberg      | Markus Schopp                   | Ký bởi LASK          | 3/9/2024   | thứ 12          | Markus Karner (tạm thời)     | 3/9/2024   | [ 8 ]       |
| TSV Hartberg      | Markus Karner (tạm thời)        | Hết quản lý tạm thời | 22/9/2024  | thứ 12          | Manfred Schmid               | 22/9/2024  | [ 9 ]       |
| Altach            | Joachim Standfest               | Sa thải              | 30/9/2024  | thứ 10          | Louis Ngwat-Mahop (tạm thời) | 30/9/2024  | [ 10 ]      |
| Sturm Graz        | Christian Ilzer                 | Ký bởi Hoffenheim    | 15/11/2024 | thứ 1           | Jürgen Säumel (tạm thời)     | 15/11/2024 | [ 11 ]      |
| Red Bull Salzburg | Pepijn Lijnders                 | Sa thải              | 16/12/2024 | thứ 5           | Thomas Letsch                | 18/12/2024 | [ 12 ]      |

## Bảng xếp hạng

### Mùa giải thông thường
| VT | Đội            | ST | T  | H | B  | BT | BB | HS  | Đ  | Giành quyền tham dự     |
| -- | -------------- | -- | -- | - | -- | -- | -- | --- | -- | ----------------------- |
| 1  | Sturm Graz     | 22 | 14 | 4 | 4  | 51 | 28 | +23 | 46 | Tham dự Vòng vô địch    |
| 2  | Austria Wien   | 22 | 14 | 4 | 4  | 36 | 19 | +17 | 46 | Tham dự Vòng vô địch    |
| 3  | RB Salzburg    | 22 | 10 | 8 | 4  | 33 | 22 | +11 | 38 | Tham dự Vòng vô địch    |
| 4  | Wolfsberger    | 22 | 11 | 3 | 8  | 44 | 30 | +14 | 36 | Tham dự Vòng vô địch    |
| 5  | Rapid Wien     | 22 | 9  | 7 | 6  | 32 | 24 | +8  | 34 | Tham dự Vòng vô địch    |
| 6  | Blau-Weiß Linz | 22 | 10 | 3 | 9  | 30 | 29 | +1  | 33 | Tham dự Vòng vô địch    |
| 7  | LASK           | 22 | 9  | 4 | 9  | 32 | 33 | −1  | 31 | Tham dự Vòng xuống hạng |
| 8  | Hartberg       | 22 | 6  | 8 | 8  | 24 | 31 | −7  | 26 | Tham dự Vòng xuống hạng |
| 9  | SK Austria     | 22 | 5  | 6 | 11 | 22 | 44 | −22 | 21 | Tham dự Vòng xuống hạng |
| 10 | WSG Tirol      | 22 | 4  | 7 | 11 | 20 | 31 | −11 | 19 | Tham dự Vòng xuống hạng |
| 11 | Grazer AK      | 22 | 3  | 7 | 12 | 27 | 45 | −18 | 16 | Tham dự Vòng xuống hạng |
| 12 | Altach         | 22 | 3  | 7 | 12 | 20 | 35 | −15 | 16 | Tham dự Vòng xuống hạng |

1. 1 2  Đối đầu: Sturm Graz 2–2 Austria Wien, Austria Wien 2–2 Sturm Graz. Sturm Graz xếp trên nhờ hiệu số bàn thắng bại.
2. 1 2  Đối đầu: Grazer AK 1–1 Altach, Altach 1–2 Grazer AK. Grazer AK xếp trên nhờ điểm đối đầu.

### Vị trí theo vòng
Bảng liệt kê vị trí của các đội sau mỗi vòng thi đấu. Để duy trì các diễn biến theo trình tự thời gian, bất kỳ trận đấu bù nào sẽ không được tính vào vòng đấu mà chúng đã được lên lịch ban đầu mà sẽ được tính thêm vào vòng đấu diễn ra ngay sau đó.
| Đội ╲ Vòng     | 1          | 2 | 3 | 4 | 5 | 6 | 7 | 8 | 9 | 10 | 11 | 12 | 13 | 14 | 15 | 16 | 17 | 18 | 19 | 20 | 21 | 22 |   |
| -------------- | ---------- | - | - | - | - | - | - | - | - | -- | -- | -- | -- | -- | -- | -- | -- | -- | -- | -- | -- | -- | - |
| Đội ╲ Vòng     | SK Austria |   |   |   |   |   |   |   |   |    |    | 9  | 7  | 9  | 9  | 10 | 10 | 10 | 10 | 9  | 9  | 9  | 9 |
| Austria Wien   |            |   |   |   |   |   |   |   |   |    | 3  | 3  | 3  | 3  | 2  | 2  | 2  | 2  | 2  | 2  | 2  | 2  |   |
| Blau-Weiß Linz |            |   |   |   |   |   |   |   |   |    | 7  | 8  | 6  | 7  | 5  | 6  | 6  | 6  | 7  | 7  | 7  | 6  |   |
| Grazer AK      |            |   |   |   |   |   |   |   |   |    | 12 | 12 | 12 | 11 | 11 | 11 | 11 | 11 | 11 | 11 | 11 | 11 |   |
| Hartberg       |            |   |   |   |   |   |   |   |   |    | 6  | 6  | 8  | 8  | 8  | 8  | 8  | 8  | 8  | 8  | 8  | 8  |   |
| LASK           |            |   |   |   |   |   |   |   |   |    | 8  | 9  | 7  | 5  | 6  | 7  | 7  | 7  | 6  | 6  | 5  | 7  |   |
| Rapid Wien     |            |   |   |   |   |   |   |   |   |    | 2  | 2  | 2  | 2  | 3  | 3  | 4  | 4  | 5  | 5  | 6  | 5  |   |
| RB Salzburg    |            |   |   |   |   |   |   |   |   |    | 5  | 4  | 4  | 6  | 7  | 5  | 5  | 5  | 4  | 4  | 4  | 3  |   |
| Altach         |            |   |   |   |   |   |   |   |   |    | 11 | 11 | 11 | 12 | 12 | 12 | 12 | 12 | 12 | 12 | 12 | 12 |   |
| Sturm Graz     |            |   |   |   |   |   |   |   |   |    | 1  | 1  | 1  | 1  | 1  | 1  | 1  | 1  | 1  | 1  | 1  | 1  |   |
| WSG Tirol      |            |   |   |   |   |   |   |   |   |    | 10 | 10 | 10 | 10 | 9  | 9  | 9  | 9  | 10 | 10 | 10 | 10 |   |
| Wolfsberger    |            |   |   |   |   |   |   |   |   |    | 4  | 5  | 5  | 4  | 4  | 4  | 3  | 3  | 3  | 3  | 3  | 4  |   |

## Kết quả

### Tỷ số
| Nhà \ Khách    | AKL | AWI | BWL | GAK | HAR | LSK | RWI | RBS | ALT | STU | TIR | WAC |
| -------------- | --- | --- | --- | --- | --- | --- | --- | --- | --- | --- | --- | --- |
| SK Austria     | —   | 0–1 | 3–1 | 4–2 | 2–2 | 1–2 | 1–1 | 0–0 | 2–2 | 0–2 | 0–3 | 2–1 |
| Austria Wien   | 2–0 | —   | 2–1 | 2–1 | 1–0 | 2–1 | 2–1 | 0–1 | 3–0 | 2–2 | 3–0 | 3–1 |
| Blau-Weiß Linz | 2–1 | 1–0 | —   | 1–2 | 4–1 | 1–0 | 3–0 | 2–0 | 1–3 | 1–2 | 2–1 | 0–1 |
| Grazer AK      | 0–1 | 1–2 | 2–2 | —   | 0–3 | 0–0 | 1–1 | 2–3 | 1–1 | 1–3 | 2–1 | 3–4 |
| Hartberg       | 1–1 | 1–1 | 2–1 | 1–1 | —   | 1–2 | 2–1 | 1–1 | 2–0 | 1–2 | 1–0 | 0–3 |
| LASK           | 4–0 | 1–3 | 0–0 | 4–2 | 1–1 | —   | 2–1 | 0–1 | 1–2 | 1–2 | 2–1 | 1–5 |
| Rapid Wien     | 2–0 | 2–1 | 0–1 | 3–0 | 2–1 | 1–1 | —   | 3–2 | 5–0 | 1–0 | 2–0 | 1–3 |
| RB Salzburg    | 3–0 | 2–0 | 5–1 | 0–0 | 4–0 | 1–2 | 2–2 | —   | 2–1 | 3–1 | 1–1 | 1–0 |
| Altach         | 2–2 | 1–1 | 0–1 | 1–2 | 0–0 | 1–2 | 0–1 | 1–1 | —   | 1–1 | 1–2 | 2–0 |
| Sturm Graz     | 7–0 | 2–2 | 2–1 | 5–2 | 2–0 | 4–2 | 1–1 | 5–0 | 2–1 | —   | 4–2 | 0–3 |
| WSG Tirol      | 0–1 | 0–2 | 1–1 | 0–0 | 0–0 | 1–2 | 0–0 | 0–0 | 1–0 | 0–3 | —   | 3–3 |
| Wolfsberger    | 4–1 | 0–1 | 1–2 | 4–2 | 2–3 | 2–1 | 1–1 | 0–0 | 2–0 | 3–0 | 1–3 | —   |

### Bảng thắng bại
- T = Thắng, H = Hòa, B = Bại
- () = Trận đấu bị hoãn
- (T), (H), (B) = Trận đấu bù và kết quả; Trận đấu bù được ghi trong cột nào, ví dụ cột số 7 có nghĩa là đã thi đấu sau vòng 7 và trước vòng 8

| Đội \ Vòng     | 1 | 2 | 3 | 4  | 5 | 6  | 7     | 8 | 9 | 10 | 11 | 12 | 13 | 14 | 15    | 16    | 17 | 18 | 19 | 20 | 21 | 22 | Đội            | 23 | 24 | 25 | 26 | 27 | 28 | 29 | 30 | 31 | 32 | Đội            |
| -------------- | - | - | - | -- | - | -- | ----- | - | - | -- | -- | -- | -- | -- | ----- | ----- | -- | -- | -- | -- | -- | -- | -------------- | -- | -- | -- | -- | -- | -- | -- | -- | -- | -- | -------------- |
| SK Austria     | B | H | B | T  | T | () | H     | T | B | B  | H  | T  | B  | B  | B     | B (B) | H  | H  | T  | B  | B  | H  | SK Austria     | T  | B  | B  | H  | B  | B  | H  | B  | H  | B  | SK Austria     |
| Austria Wien   | B | T | H | T  | H | () | B (H) | B | T | T  | T  | T  | T  | T  | T     | T     | H  | T  | B  | T  | T  | T  | Austria Wien   | T  | H  | B  | B  | T  | T  | B  | B  | T  | H  | Austria Wien   |
| Blau-Weiß Linz | T | B | H | T  | B | T  | T     | B | H | B  | B  | B  | T  | B  | T     | T     | H  | B  | B  | T  | T  | T  | Blau-Weiß Linz | B  | B  | B  | B  | T  | H  | B  | B  | B  | H  | Blau-Weiß Linz |
| Grazer AK      | B | H | H | B  | H | H  | B     | B | B | B  | H  | H  | T  | T  | B     | B     | T  | H  | B  | B  | B  | B  | Grazer AK      | H  | B  | T  | H  | B  | H  | H  | H  | T  | H  | Grazer AK      |
| Hartberg       | B | B | H | () | H | () | H (T) | T | T | B  | T  | H  | B  | B  | H (B) | T     | H  | H  | H  | B  | T  | B  | Hartberg       | B  | T  | B  | H  | T  | H  | T  | H  | T  | T  | Hartberg       |
| LASK           | T | B | B | B  | B | B  | T     | H | T | T  | B  | H  | T  | T  | B     | B     | H  | H  | T  | T  | T  | B  | LASK           | T  | T  | T  | T  | T  | T  | T  | H  | B  | H  | LASK           |
| Rapid Wien     | T | H | T | B  | T | H  | T     | H | T | T  | H  | H  | T  | H  | B     | H     | B  | B  | B  | T  | B  | T  | Rapid Wien     | B  | B  | T  | B  | B  | H  | B  | T  | T  | B  | Rapid Wien     |
| RB Salzburg    | T | T | T | () | B | () | H     | T | B | T  | H  | H  | B  | B  | H (T) | H (T) | H  | H  | T  | T  | H  | T  | RB Salzburg    | T  | T  | B  | T  | H  | B  | T  | B  | T  | T  | RB Salzburg    |
| Altach         | B | T | T | B  | H | H  | B     | B | B | B  | H  | B  | B  | B  | H     | B     | B  | T  | H  | B  | H  | H  | Altach         | B  | T  | B  | H  | B  | T  | B  | H  | H  | H  | Altach         |
| Sturm Graz     | B | T | T | T  | T | () | B (H) | T | T | T  | T  | H  | T  | T  | H     | T     | H  | B  | T  | B  | T  | T  | Sturm Graz     | H  | T  | T  | T  | B  | B  | T  | T  | B  | H  | Sturm Graz     |
| WSG Tirol      | T | H | B | B  | B | () | H (B) | T | H | B  | B  | T  | B  | H  | T     | B     | H  | H  | H  | B  | B  | B  | WSG Tirol      | H  | B  | T  | B  | T  | B  | B  | T  | B  | H  | WSG Tirol      |
| Wolfsberger    | T | B | B | T  | T | H  | T     | B | B | T  | H  | B  | B  | T  | T     | T     | T  | T  | H  | T  | B  | B  | Wolfsberger    | H  | H  | T  | T  | H  | T  | T  | T  | B  | H  | Wolfsberger    |
| Đội \ Vòng     | 1 | 2 | 3 | 4  | 5 | 6  | 7     | 8 | 9 | 10 | 11 | 12 | 13 | 14 | 15    | 16    | 17 | 18 | 19 | 20 | 21 | 22 | Đội            | 23 | 24 | 25 | 26 | 27 | 28 | 29 | 30 | 31 | 32 | Đội            |

## Vòng vô địch
Số điểm đạt được trong Mùa giải thông thường sẽ được chia đôi (và làm tròn xuống) trước khi bắt đầu vòng play-off vô địch. Do đó, các đội bắt đầu với số điểm sau trước vòng play-off: Sturm Graz 23, Austria Wien 23, Red Bull Salzburg 19, Wolfsberger 18, Rapid Wien 17 và Blau-Weiß Linz 16. Điểm của Blau-Weiß Linz đã được làm tròn xuống nên nếu có sự bằng điểm thì họ sẽ được xếp trên.
| VT | Đội            | ST | T  | H | B  | BT | BB | HS  | Đ  | Giành quyền tham dự                         |  | STU | RBS | AWI | WAC | RWI | BWL |
| -- | -------------- | -- | -- | - | -- | -- | -- | --- | -- | ------------------------------------------- |  | --- | --- | --- | --- | --- | --- |
| 1  | Sturm Graz (C) | 32 | 19 | 6 | 7  | 66 | 39 | +27 | 40 | Tham dự vòng play-off Champions League      |  | —   | 4–2 | 0–1 | 1–1 | 2–0 | 2–0 |
| 2  | RB Salzburg    | 32 | 16 | 9 | 7  | 53 | 36 | +17 | 38 | Tham dự vòng loại thứ hai Champions League  |  | 1–2 | —   | 2–0 | 1–1 | 4–2 | 2–1 |
| 3  | Austria Wien   | 32 | 18 | 6 | 8  | 47 | 32 | +15 | 37 | Tham dự vòng loại thứ hai Conference League |  | 2–1 | 1–3 | —   | 0–0 | 1–2 | 2–2 |
| 4  | Wolfsberger    | 32 | 16 | 7 | 9  | 60 | 38 | +22 | 37 | Tham dự vòng loại thứ ba Europa League      |  | 1–1 | 2–1 | 1–2 | —   | 5–1 | 2–0 |
| 5  | Rapid Wien (O) | 32 | 12 | 8 | 12 | 43 | 41 | +2  | 27 | Tham dự trận play-off Conference League     |  | 3–1 | 0–2 | 2–0 | 0–1 | —   | 0–0 |
| 6  | Blau-Weiß Linz | 32 | 11 | 5 | 16 | 37 | 45 | −8  | 21 |                                             |  | 0–1 | 1–2 | 0–2 | 1–2 | 2–1 | —   |

1. 1 2  Điểm đối đầu: Austria Wien 10, Wolfsberger 1.
2. ↑  Wolfsberger đủ điều kiện tham dự vòng loại thứ ba Europa League vì là đội vô địch Cúp bóng đá Áo 2024–25.

## Vòng xuống hạng
Điểm đạt được trong Mùa giải thường xuyên sẽ được chia đôi (và làm tròn xuống) trước khi bắt đầu vòng play-off. Do đó, các đội bắt đầu với các điểm sau trước vòng play-off: LASK 15, Hartberg 13, SK Austria 10, WSG Tirol 9, Grazer AK 8 và Altach 8. Điểm của LASK, SK Austria và WSG Tirol đã được làm tròn xuống, do đó trong trường hợp có sự bằng điểm thì họ sẽ được xếp trên.
| VT | Đội            | ST | T  | H  | B  | BT | BB | HS  | Đ  | Giành quyền tham dự                     |     | LSK | HAR | TIR | GAK | ALT | AKL |
| -- | -------------- | -- | -- | -- | -- | -- | -- | --- | -- | --------------------------------------- | --- | --- | --- | --- | --- | --- | --- |
| 1  | LASK           | 32 | 16 | 6  | 10 | 51 | 36 | +15 | 38 | Tham dự trận play-off Conference League |     | —   | 0–0 | 2–0 | 1–0 | 0–0 | 6–0 |
| 2  | Hartberg       | 32 | 11 | 11 | 10 | 40 | 40 | 0   | 31 | Tham dự trận play-off Conference League |     | 0–1 | —   | 3–2 | 1–1 | 2–0 | 2–3 |
| 3  | WSG Tirol      | 32 | 7  | 9  | 16 | 35 | 50 | −15 | 20 |                                         |     | 1–3 | 1–3 | —   | 1–1 | 1–0 | 5–3 |
| 4  | Grazer AK      | 32 | 5  | 13 | 14 | 34 | 54 | −20 | 20 |                                         | 1–0 | 0–3 | 0–0 | —   | 1–0 | 1–1 |     |
| 5  | Altach         | 32 | 5  | 11 | 16 | 29 | 46 | −17 | 18 |                                         | 0–2 | 1–1 | 3–0 | 2–2 | —   | 0–0 |     |
| 6  | SK Austria (R) | 32 | 6  | 9  | 17 | 33 | 70 | −37 | 16 | Xuống hạng 2. Liga                      |     | 1–4 | 0–1 | 1–4 | 0–0 | 2–3 | —   |

## Play-off
Đội vô địch và đội á quân vòng Xuống hạng và đội đứng thứ năm ở vòng Vô địch sẽ thi đấu để xác định đội đủ điều kiện tham dự vòng loại thứ hai Conference League.
|  | Bán kết | Bán kết  | Bán kết |  |  | Chung kết | Chung kết  | Chung kết |
|  |         |          |         |  |  |           |            |           |
|  |         |          |         |  |  | 7         | LASK       |           |
|  | 7       | LASK     | 2       |  |  | 5         | Rapid Wien |           |
|  | 8       | Hartberg | 0       |  |  |           |            |           |

### Bán kết
| LASK                       | 2–0      | Hartberg |
| -------------------------- | -------- | -------- |
| - Entrup 21' - Andrade 64' | Chi tiết |          |

### Chung kết
| LASK                             | 3–1      | Rapid Wien          |
| -------------------------------- | -------- | ------------------- |
| - Zulj 5', 90+1' - Coulibaly 66' | Chi tiết | - Seidl 26' (ph.đ.) |

| Rapid Wien                                         | 3–0      | LASK |
| -------------------------------------------------- | -------- | ---- |
| - Burgstaller 31' - Seidl 82' (ph.đ.) - Kara 90+5' | Chi tiết |      |

Rapid Wien thắng với tổng tỷ số 4–3 và được tham dự Conference League.

## Thống kê

### Ghi bàn hàng đầu
| Hạng | Cầu thủ           | Đội            | Bàn thắng |
| ---- | ----------------- | -------------- | --------- |
| 1    | Ronivaldo         | Blau-Weiß Linz | 14        |
| 2    | Dorgeles Nene     | RB Salzburg    | 13        |
| 2    | Maximilian Entrup | LASK           | 13        |
| 4    | Dominik Fitz      | Austria Wien   | 12        |
| 4    | Otar Kiteishvili  | Sturm Graz     | 12        |
| 4    | Patrik Mijić      | Hartberg       | 12        |
| 7    | Maurice Malone    | Austria Wien   | 11        |
| 7    | William Bøving    | Sturm Graz     | 11        |
| 7    | Mika Biereth      | Sturm Graz     | 11        |

#### Hat-trick
- H (= Home): Sân nhà
- A (= Away): Sân khách

| Cầu thủ         | Câu lạc bộ | Đối đầu với | Tỷ số   | Thời gian          |
| --------------- | ---------- | ----------- | ------- | ------------------ |
| David Toshevski | SK Austria | Hartberg    | 3–2 (A) | Vòng 23, 29/3/2025 |